# Hrabstwo Twin Falls
Hrabstwo Twin Falls (ang. Twin Falls County) – hrabstwo w stanie Idaho w Stanach Zjednoczonych. Obszar całkowity hrabstwa obejmuje powierzchnię 1928,47 mil² (4994,71 km²). Według szacunków United States Census Bureau w roku 2009 miało 75 296 mieszkańców. Jego siedzibą administracyjną jest Twin Falls.
Hrabstwo założono 21 lutego 1907 r. Nazwa pochodzi od położonych w pobliżu wodospadów na rzece Snake.

## Miejscowości
- Buhl
- Castleford
- Filer
- Hansen
- Hollister
- Kimberly
- Murtaugh
- Twin Falls